# Cultura de Abca
A Cultura de Abca (Abka) ou Cultura Abcana desenvolveu-se entre 7000-4 000 a.C. na Baixa Núbia, especialmente em torno da segunda catarata.[carece de fontes?] Sua indústria lítica (baseada no uso de quartzo, assim como ocasionalmente quartzito, ágata, sílex, madeira petrificada) tinha como principais formas eram denticulados, micrólitos, pontas, lunados, raspadores laterais, machados, proto-goivas, implementos de moagem, lascas entalhadas, lascas e lâminas truncadas e retocadas, buris, brocas e entalhadores. A cerâmica foi produzida com lodo, tinha várias formas (tigelas, bacias, pratos, formas hemisféricas e ovoides), variedade de cores (marrom acinzentado cinza escuro ou preto), superfície polida ou levemente ondulada, temperamento (areia), revestimento (ocre vermelho) e ocasional decoração (linhas paralelas e impressões de triângulos, retângulos, ziguezague e espinhas de peixe); o cemitério R-12 da Alta Núbia apresenta cerâmica com características distintivas da Cultura de Abca.
Sua economia era baseada na caça (gansos, gazelas, lebres, avestruz, burros e bovinos selvagens), pesca (peixe-gato, perca), criação animal (ovinos, caprinos e possivelmente bovinos) e coleta (ovos de avestruz, moluscos).